# 2-Amino-2-méthylpropanol

L'aminométhyl propanol est un composé organique qui consiste en une molécule de propan-1-ol substituée en 2 par un groupe amine et un groupe méthyle.

## Utilisation
Il s'agit d'un aminoalcool, utilisé pour neutraliser le pH dans des solutions cosmétiques. Plus spécifiquement, il est utilisé comme neutralisant du carbomer afin de le stabiliser sous forme de gel.